# 栃木県歯科医師会

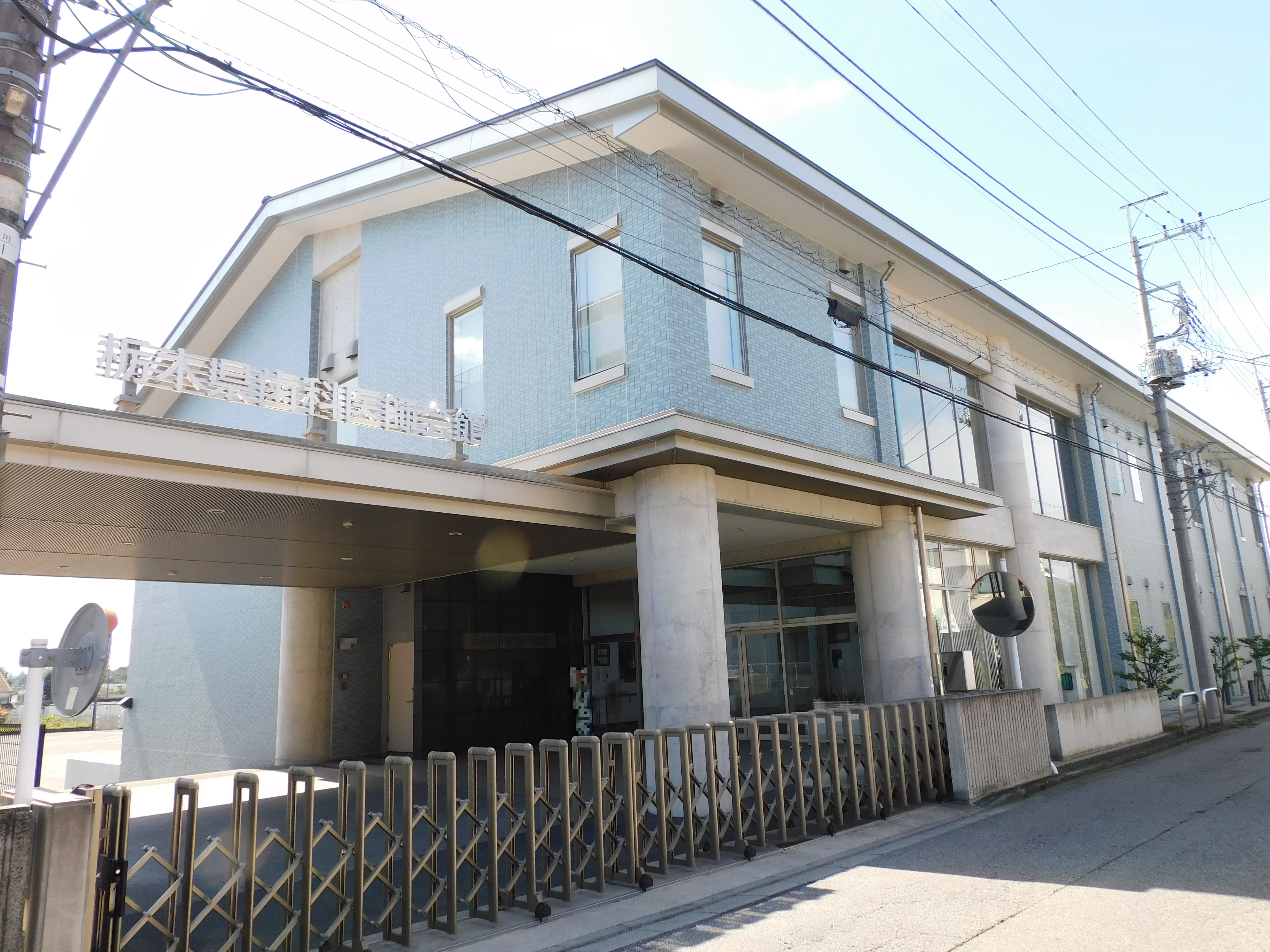
栃木県歯科医師会館

一般社団法人栃木県歯科医師会（とちぎけんしかいしかい 英称：Tochigi Dental Association）は、栃木県の歯科医師を会員とする法人。1908年（明治41年）10月27日設立。本部を栃木県宇都宮市一の沢2丁目2番5号（〒320-0047）に置く。

## 活動
オーラルフレイルの防止を目的として、75歳以上の県民への集団検診を推進している。

## 郡市歯科医師会
- 宇都宮市歯科医師会 〒321-0974 宇都宮市竹林町968番地
- 上都賀歯科医師会 〒322-0043 鹿沼市万町931-1 鹿沼市総合福祉センター内
- 小山歯科医師会 〒323-0027 小山市花垣町1-13-39
- 足利歯科医師会 〒326-0807 足利市大正町863
- 佐野歯科医師会
- 日光歯科医師会
- 下都賀歯科医師会
- 芳賀歯科医師会
- 塩谷歯科医師会
- 那須歯科医師会
- 那須南歯科医師会